# Lijst van burgemeesters van Stad Vollenhove
Dit is een lijst van burgemeesters van de voormalige Nederlandse gemeente Stad Vollenhove in de provincie Overijssel van 1818 tot 1942. In 1818 werd de gemeente Vollenhove gesplitst in Stad Vollenhove en Ambt Vollenhove en in 1942 vormden Stad Vollenhove en Ambt Vollenhove opnieuw de gemeente Vollenhove. Na nog twee gemeentelijke herindelingen behoort dit gebied tot de gemeente Steenwijkerland.
| Ambtsperiode | Naam burgemeester                                                 | Partij of stroming | Bijzonderheden                                                         |
| ------------ | ----------------------------------------------------------------- | ------------------ | ---------------------------------------------------------------------- |
| 1818-1821    | Izaak de Koning                                                   |                    | was burgemeester van de ongedeelde gemeente Vollenhove                 |
| 1821-1838    | Gerard Johan Jacobson                                             |                    |                                                                        |
| 1838         | mr. Onno Zwier van Sandick                                        |                    | werd officier van justitie                                             |
| 1839-1841    | mr. Hendrik Kronenberg                                            |                    |                                                                        |
| 1841-1845    | mr. Willem Jan Carel Putman Cramer                                |                    | hij en al zijn opvolgers waren tevens burgemeester van Ambt Vollenhove |
| 1845-1851    | mr. Jan Arend Godert baron de Vos van Steenwijk                   |                    |                                                                        |
| 1851-1859    | mr. Gerardus Everhardus Vos de Wael                               |                    |                                                                        |
| 1859-1885    | Antonij Johan ten Cate                                            |                    | werd burgemeester van Ambt Delden en van Stad Delden                   |
| 1885-1913    | Anthony baron Sloet van Oldruitenborgh                            |                    |                                                                        |
| 1914         | C.A. Besier                                                       |                    |                                                                        |
| 1914-1924    | jhr. Constant Leopold Balthazar Willem van Suchtelen van de Haare |                    |                                                                        |
| 1924-1926    | jhr. Henri Beelaerts van Blokland                                 |                    |                                                                        |
| 1926-1940    | mr. W.C. ten Kate                                                 |                    | werd burgemeester van Goes                                             |
| 1940-1942    | mr. Frederik Reinhard Crommelin                                   |                    | bleef burgemeester van de opnieuw gevormde gemeente Vollenhove         |